# Luc Wouters
Luc Wouters (Diest, 14 november 1969) is een Belgisch politicus voor CD&V. Hij is burgemeester van Lummen en provincieraadslid van Limburg.

## Levensloop
Luc Wouters volgde een opleiding industrieel ingenieur.
Sinds 1 januari 1995 zetelt hij in de gemeenteraad van Lummen. In 1998 werd hij schepen van Ruimtelijke Ordening en Toerisme. Dat mandaat werd verlengd na de verkiezingen van 2000. Bij de gemeenteraadsverkiezingen van 2006 werd hij door de lokale CD&V-afdeling als lijsttrekker aangewezen, aangezien toenmalig burgemeester Roger Renders te kennen had gegeven te stoppen met politiek. Met 1.981 voorkeurstemmen werd hij toen verkozen en door de gemeenteraad naar voor geschoven als burgemeester van Lummen. Sinds 2018 is hij tevens provincieraadslid van Limburg.
Hij bekleedde diverse mandaten. Hij was voorzitter van afvalintercommunale Limburg.net (2019-2025) en is voorzitter van drinkwaterbedrijf De Watergroep (sinds 2025).
Wouters was tot 15 januari 2018 naast burgemeester ook scheidsrechter in de hoogste nationale reeksen van het Belgisch voetbal. Hij floot daarnaast als internationaal scheidsrechter wedstrijden zowel in de Champions League als de Europa League. Als scheidsrechter is hij nog steeds aangesloten bij de club van zijn thuisdorp KWS Linkhout.